# Melittidae
Melittidae Michener, 2000 è una famiglia di imenotteri apoidei, diffusa nelle zone temperate di Nord America, Europa e Africa meridionale.

## Descrizione
Sono apoidei di dimensioni moderate, che non superano i 15 mm.

Presentano una livrea prevalentemente nera, che nei maschi di alcune specie (p.es. Macropis) può presentare strisce giallastre sul capo.

## Distribuzione e habitat
L'areale di questa famiglia comprende le zone temperate di Nord America, Europa e Africa; assente in Asia e Oceania.

Due generi, Rediviva e Redivivoides sono presenti solo in Africa meridionale, che per numero di specie presenti costituisce l'area di massima biodiversità.

## Biologia
Sono api solitarie, che scavano i loro nidi nel terreno.

### Alimentazione
La maggior parte delle specie sono oligolettiche. Alcune specie (Macropis spp., Rediviva spp.) sono specializzate nella raccolta di oli florali, piuttosto che di polline, come nutrimento per le larve.

### Riproduzione
Sono univoltine, cioè compiono un'unica generazione all'anno.

I maschi emergono dal terreno in primavera, poco prima delle femmine, ed attendono le femmine in prossimità dei fiori della pianta ospite. Dopo l'accoppiamento le femmine scavano un nido nel terreno, terminante con una o due camere in cui viene raccolto il polline, su cui viene deposto l'uovo. La larva, nutrendosi del polline, si sviluppa rapidamente e nell'arco di una decina di giorni si trasforma in pupa, trascorrendo l'inverno in questo stadio.

## Tassonomia
In passato venivano inquadrate nell'ambito di questa famiglia, con il rango di sottofamiglie, anche Dasypodaidae e Meganomiidae, recentemente riconosciute come famiglie a sé stanti.

La famiglia Melittidae comprende attualmente i seguenti generi:
- Macropis Panzer, 1809
- Melitta Kirby, 1802
- Rediviva Friese, 1911
- Redivivoides Michener, 1981